# Metilentetrahidrofolat—tRNK-(uracil-5-)-metiltransferaza
Metilentetrahidrofolat—tRNK-(uracil-5-)-metiltransferaza (EC 2.1.1.74, folat-zavisna ribotimidilna sintaza, metilintetrahidrofolatni-transfer ribonukleatni uracil 5-metiltransferaza, 5,10-metilintetrahidrofolat:tRNK-UPsiC (uracil-5-)-metil-transferaza, 5,10-metilintetrahidrofolat:tRNK (uracil-5-)-metil-transferaza, TrmFO, folat/FAD-zavisni tRNK T54 metiltransferaza) je enzim sa sistematskim imenom 5,10-metilintetrahidrofolat:tRNK (uracil54-C5)-metiltransferaza. Ovaj enzim katalizuje sledeću hemijsku reakciju
5,10-metilintetrahidrofolat + uridin54 unutar tRNK + FAD2 {\displaystyle \rightleftharpoons } tetrahidrofolat + 5-metiluridin54 unutar tRNK + FAD
Do 25% baza funkcionalne tRNK je posttranslaciono modifikovano ili hipermodifikovano. Jedna od skoro universalnih posttranslacionih modifikacija je konverzija U54 u ribotimidinu u TPsiC petlji.

## Literatura
- Nicholas C. Price; Lewis Stevens (1999). Fundamentals of Enzymology: The Cell and Molecular Biology of Catalytic Proteins (Third изд.). USA: Oxford University Press. ISBN 019850229X.
- Eric J. Toone (2006). Advances in Enzymology and Related Areas of Molecular Biology, Protein Evolution (Volume 75 изд.). Wiley-Interscience. ISBN 0471205036.
- Branden C; Tooze J. Introduction to Protein Structure. New York, NY: Garland Publishing. ISBN 0-8153-2305-0.
- Irwin H. Segel. Enzyme Kinetics: Behavior and Analysis of Rapid Equilibrium and Steady-State Enzyme Systems (Book 44 изд.). Wiley Classics Library. ISBN 0471303097.

## Spoljašnje veze
- Methylenetetrahydrofolate—tRNA-(uracil54-C5)-methyltransferase+(FADH2-oxidizing) на 